# Ectropis tristis
Ectropis tristis är en fjärilsart som beskrevs av Riesen 1897. Ectropis tristis ingår i släktet Ectropis och familjen mätare. Inga underarter finns listade i Catalogue of Life.